# Tibetské písmo

Nápis óm mani padmé húm v tibetském písmu

Tibetské písmo je písmo používané především k zápisu tibetštiny, ale také ladačtiny, jazyka dzongkha a vzácně i baltí. Tibetské písmo má dvě základní varianty, v tištěných textech se většinou užívá forma zvaná učän (tibetsky དབུ་ཅན་; Wylie: dbu-can), v každodenním psaní bývá používáno písmo ume (Wylie: dbu-med).
Vytvoření tibetského písma je připisováno tibetskému učenci Thönmi Sambhótovi. Ten působil v 7. století na dvoře Songcän Gampa jakožto jeden z ministrů. Sambóta byl poslán do Indie, kde studoval indická písma (hlavně bráhmí a gupta) a po návratu do Tibetu sestavil tibetské písmo.

## Přepis
Existuje široce užívaný vědecký přepis, tzv. Wylieho transliterace (tento přepis má nejblíže transliteraci tibetštiny, další systémy spíše inklinují k principům transkripce).
Z transkripcí má oficiální postavení transkripce přijatá Čínou v systému pinyin. Mezi užívané systémy přepisu patří také transkripce pro Tibetan and Himalayan Library (transkripce THL, dříve THDL), případně vycházejí ze zásad abecedy IPA). Českou transkripci vytvořil Josef Kolmaš.